# 갑제호 침몰 사고
갑제호 침몰 사고(甲濟號沈沒事故)는 1963년 2월 6일 인천을 떠나 강화 교동도로 가던 정기여객선 갑제호가 유빙에 부딪혀 침몰하고 승객 6명이 숨진 사건이다.

## 사고 경위
1963년 2월 6일 오전 8시에 인천을 출발한 갑제호는 인천 앞바다 모도 남방 500m 해상에서 두께 2m의 얼음에 뱃머리가 충돌하여 직경 40cm의 구멍이 뚫렸고, 침수되었다. 사고 당시 갑제호는 정원이 148명이었지만, 이를 훨씬 초과한 271명의 승객을 싣고 있었고, 무연탄, 비료, 잡화 등 무거운 짐들도 가득 싣고 있었다. 선장이 급히 모도로 배를 대고 갯벌에 올려 승객 6명이 숨졌지만 선원 7명과 판매원 1명을 포함한 나머지 244명은 무사히 구조될 수 있었다.

## 구조 및 사후 처리
한국 경찰로부터 사고를 통보받은 미군 항만사령부는 모호크 경비행기를 파견하여 조난 위치를 확인하였고, 수송선(LCU) 2척을 급히 파견하여 한미합동구조대가 구성되었다. UH-1 헬기 또한 지원되었다. 이 사고에서는 승무원들의 행동이 용감하고 침착함이 피해를 줄인 원인으로 평가되기도 하였다.